# Régi Magyar Könyvtár (könyvsorozat)
A Régi Magyar Könyvtár egy szépirodalmi 19. század végi – 20. század eleji magyar könyvsorozat. A Franklin kiadó indította útjára 1897-ben, menet közben (1912) a Magyar Tudományos Akadémia vette át. Az 1916-os leállás után 1926-ban egy, majd 1936-ban kettő, 1937-ben újabb egy kötet jelent meg az Akadémia kiadásában. Szerkesztője Heinrich Gusztáv volt.

## Kötetei
- 1. Székely Sándor, Aranyos Rákosi. A székelyek Erdélyben. (122 l.) 1897
- 2. Bayer József. Pálos iskola-drámák a XVIII. századból. (79 l.) 1897
- 3. Fülöp Árpád. Csiksomlyói nagypénteki miszteriumok. (242 l.) 1897
- 4. Imre Lajos. Heltai Gáspár Esopusi meséi. (304 l.) 1897
- 5. Poncianus históriája. Bécs, 1572. Kiadta Heinrich Gusztáv. Három hasonmással. (231 l.) 1898
- 6. Gyöngyösi István. A csalárd Cupidonak kegyetlenségét megismerő és annak mérges nyilait kerülő tiszta életnek géniusza. A költő kéziratából kiadta dr. Rupp K. (194 l.) 1898
- 7. Bessenyei György. A természet világa, vagy a józan okosság. A költő kéziratából első izben kiadta Bokor János. (407 l.) 1898
- 8. Dugonics András. Az arany perecek. 3. kiadás. Magyarázatokkal és szótárral kiadta Bellaagh Aladár. (368 l.) 1898
- 9. Balogh István. Ludas Matyi. Bohózat három felvonásban. Kiadta Bauer József. (96 l.) 1898
- 10. Balassa J. Mondolat. Dicshalom. 1813. (109 l.) 1898
- 11. Balassa József. Felelet a mondolatra. Pesten, 1815. (114 l.) 1898
- 12. Dr. Rupp Kornél. Telegdi Miklós pécsi püspöknek felelete Bornemissza Péter »Fejtegetés« cimű könyvére. Az 1850-iki kiadás után. (167 l.) 1898
- 13. Bessenyei György. Agis tragédiája. Bécs, 1772. Kiadta dr. Lázár Béla. (130 l.) 1898
- 14. Bolyai Farkas. II. Mohamed. Szomorújáték három felvonásban. Kiadta Heinrich Gusztáv. (111 l.) 1898
- 15. Ferenczi Zoltán. Vásárhelyi daloskönyv. XVI–XVII. századi szerelmi és tréfás énekek. (247 l.) 1899
- 16. Bessenyei György. Lais, vagy az erkölcsi makacs. Vígjáték öt felvonásban. A kéziratból első izben kiadta dr. Lázár Béla. (100 l.) 1899
- 17. Fazekas Mihály versei. Bevezette és kiadta dr. Tóth Dezső. (206 l.) 1899
- 18. Gesta Romanorum. Forditotta Haller János. Kiadta Katona Lajos. Egy hasonmással. (513 l.) 1899
- 19. Faludi Ferenc. Téli éjszakák, vagyis a téli estidőnek unalmait enyhitő beszédek. Kiadta dr. Rupp Kornél. (182 l.) 1899
- 20. Kazinczy Ferenc. Tövisek és virágok. Széphalom. 1811. A tövisek és virágok egykorú birálatával. Kiadta Balassa J. (101 l.)
- 21. Protestáns iskoladrámák. Összegyűjtötte és kiadta Bernáth Lajos. (409 l.) 1903
- 22. Költői elbeszélések. Kreskay Imre hátrahagyott irataiból, életrajzi adatokkal s jegyzetekkel közli Huttyuffy Dezső dr. (124 l.)
- 23. Ányos Pál versei. Bevezetéssel és jegyzetekkel kisérve kiadta Császár Elemér. (323 l.)
- 24. Verseghy Ferenc kisebb költeményei. Kiadják Császár Elemér és Madarász Flóris. (408 l.)
- 25. Földi János költeményei. Kiadta és bev. Mixich Lajos dr. (238 l.)
- 26. Szentjóbi Szabó László: Költeményei. Életrajzi bevezetéssel és jegyzetekkel ellátva kiadta: Gálos Rezső. 1911. IV, 248 l.
- 27. Magyari István: Az országokban való sok romlásoknak okairól. (Sárvár, 1602.) Kiadta: Ferenczi Zoltán. 1911. 278 l.
- 28. Gulyás Károly: Földi János magyar grammatikája. 1912. 303 l.
- 29. Révai Miklós magyar nyelvi és irodalmi kézikönyve. „A magyardeáki történet“. Az eredeti kéziratból, részben első ízben kiadta utószóval, tartalommutatóval ellátta: Rubinyi Mózes. 1912. 119 l.
- 30. Bessenyei György: Az embernek próbája. 1772. és 1803. Kiadta: Harsányi István. 1912. 196 l.
- 31. Apollonius históriája. Kolozsvár, 1591. Kiadta: Berecz Sándor. 1912. 88 l.
- 32. Alszeghy Zsolt–Szlávik Ferenc: Csíksomlyói iskoladrámák. A csíksomlyói Szent Ferenc-rendi kolostor könyvtárának kéziratából kiadták, bev. és jegyz. ell.: Alszeghy Zsolt, Szlávik Ferenc. 1913. 209 l.
- 33. Illei János: Tornyos Péter. Farsangi Játék. 1789. Kiad. és bev. ell.: Alszeghy Zsolt. 1914. 73 l.
- 34. Bessenyei György: Az amerikai Podocz és Kazimir keresztyén vallásra való megtérése. Ford.: Kazinczy Ferenc. A német eredetivel együtt kiadta és bevezetéssel ellátta: Weber Artúr. 1914. 58 l.
- 35. Szíveket újító bokréta. 18. évszázadbeli dalgyüjtemény. Kiadta: Versényi György. 1914. 180 l.
- 36. Heltai Gáspár: Háló. Kolozsvár, 1570. Kiadta: Trócsányi Zoltán. 1915. 192 l.
- 37. Kazinczy Ferenc tübingai pályaműve a magyar nyelvről. 1808. Kiadta: Heinrich Gusztáv. 1916. 194 l.

### 1926–1937 (Akadémia)
- 38. Rosnyai Dávid: Horologium Turcicum; sajtó alá rend., bev., jegyz. Dézsi Lajos; 1926
- 39. Berzsenyi Dániel költői művei; sajtó alá rend., bev., jegyz. Merényi Oszkár; 1936
- 40. Amade Antal br. várkonyi versei; sajtó alá rend., bev., jegyz. Gálos Rezső; 1937
- 41. Vörösmarty Mihály: A Zalán futásának első kidolgozása; sajtó alá rend., bev., Kozocsa Sándor; 1937